# Фукусима, Синъити
Синъити Фукусима (яп. 福島 晋; род. 13 сентября 1971, Суйта, Япония) — бывший японский профессиональный шоссейный велогонщик. Двукратный чемпион Японии. После завершения карьеры стал спортивным директором французской команды «La Pomme Marseille 13С». С 2016 года спортивный директор проконтинентальной команды «Nippo Vini Fantini Faizane», за которую провёл последний сезон карьеры.

## Достижения
1999
3-й Тур Окинавы
2000
3-й Гран-при Ножан-сюр-Уаза
2001
2-й Ми-Ут эн Бретань
2002
1-й Этап 5 Тур Японии
Азиатские игры
2-й  Мэдисон
3-й Париж — Шони
2003
Чемпионат Японии
1-й  Групповая гонка
1-й Этап 4 Тур Хоккайдо
2004
1-й  Тур Японии
1-й Этап 2 Тур Сербии
2-й Тур Китая
2-й Тур Окинавы
3-й Круг Арденн
1-й Этап 2
2005
1-й  Тур Сиама
1-й  Горная классификация
1-й Этап 3
125-й Чемпионат мира (групповая гонка)
2006
1-й Этап 1 Вуэльта Кастилии и Леона
1-й Этап 4 Тур Индонезии
2-й Тур Сиама
1-й Этап 1
Чемпионат Азии
2-й  Групповая гонка
3-й Классика Шатору
3-й Хеспенгау Пейл
DNF Чемпионат мира (групповая гонка)
2007
1-й Этап 7 Тур Лангкави
2-й Тур Кореи
1-й Этап 8
2008
1-й Этап 3 Тур Японии
Чемпионат Японии
3-й  Групповая гонка
2009
2-й Шоссейная гонка Кумамото
3-й Тур Окинавы
2010
Чемпионат Японии
1-й  Индивидуальная гонка
1-й  Тур Окинавы
1-й Этап 2
3-й Тур Кумано
2011
1-й  Тур Брунея
1-й Этапы 8 & 10 Тур Индонезии
1-й Этап 5 Тур Тайваня
2012
7-й Джелаях Малайзия
1-й Этапы 1 & 6